# Bone Crusher
Wayne Hardnett, dit Bone Crusher, est un rappeur américain, né le 23 août 1971 à Atlanta. Il est issu de la scène sudiste et du mouvement crunk d'Atlanta.
Il publie son premier album, AttenCHUN!, en 2003 suivi d'un second album, Release the Beast, en 2006.

## Biographie
Avec Lil' Jon, il est un des précurseurs du mouvement crunk. Avant ce succès, Bone Crusher fut membre de Lyrical Giants, un groupe qui a travaillé entre autres avec Erick Sermon, c'est avec ce groupe qu'il travaille pour son premier album. Il publie son premier album AttenCHUN!, le 17 juin 2003, dont est extrait le tube Never Scared, qui est l'hymne en 2003 de l'équipe des Braves d'Atlanta. L'album atteint la première place des R&B Albums, et la 11e du Billboard 200. Il était en contrat chez le label So So Def Recordings de Jermaine Dupri distribué chez Arista de 2003 à 2005, et son second album Fight Music prévu à l'origine en 2004 ne sortira jamais à cause de la migration de So So Def chez Virgin. Son imposante carrure et sa coupe afro lui valent de figurer dans le deuxième épisode du jeu vidéo Def Jam: Fight for NY en 2004.
Le 18 juin 2006, le rappeur publie son second album Release the Beast qui atteint la 86e place des R&B Albums.
Hardnett, désormais critique musical, qualifie le hip-hop actuel (2014) en provenance d'Atlanta, sa ville natale, de « moisi » et qu'il ne « prend pas la bonne direction. » En septembre 2014, Mike Jones appelle Hardnett à lui faire face lors d'une battle de rap le 28,.

## Discographie

### Albums studio
- 2003 : AttenCHUN!
- 2006 : Release the Beast

### Mixtapes
- 2006 : Bad to the Bone
- 2009 : Planet Crusher